# 野村周平
野村 周平（のむら しゅうへい、1993年〈平成5年〉11月14日 - ）は、日本の俳優。
兵庫県神戸市出身。アミューズ所属。

## 略歴
母親が中国人と日本人のハーフであり、クオーターである。中国語が話せる。
芸能界デビュー前はスノーボード選手として活動し、数多くの大会で受賞。
2009年、アミューズ全国オーディション2009「THE PUSH!マン〜あなたの周りのイケてる子募集〜」で、応募者31514名の中からグランプリを受賞し、アミューズに所属。上京し、堀越高等学校に転校した。
2010年2月12日公式ブログを開設した。
2019年5月より、アメリカ・ニューヨークに1年間の留学。突然の留学となったが、語学学習と俳優活動のために感性を磨くためであるとしている。同年9月、主演映画『WALKING MAN』のプロモーションのために一時的に帰国。2020年4月上旬に帰国し、9月22日スタートの『DIVER-組対潜入班-』（関西テレビ・フジテレビ系）で仕事復帰。

## 人物
- 特技はBMX、スケートボード、スノーボード。スノーボードは岡本圭司に師事した。また自動車やバイクが好き。特にピックアップトラックが好きで以前に日産タイタンをプレランナー仕様にして乗っていた。またフォード F-150に乗っていた。
- 俳優の神木隆之介は高校の同級生で、同じ事務所、同じ寮だった[10]。
- 私生活についてはベールに包まれているといわれるほどに明かされていない[11]。

### 炎上騒動
- 2018 FIFAワールドカップで行われた日本対ポーランド戦の試合内容について、自身のX（当時はTwitter）において、「えー。なにこの試合」「確かに決勝に行くのは大事な事。でも最後のプレーに俺がかっこいいと思ったサッカーが無くて悔しかった」とツイートしたことに対し、「頑張った選手たちに対して失礼」などの批判的な意見が寄せられ、炎上した。その後、「日本を背負って戦ってくれた選手の皆様、スタッフの皆様には軽はずみな発言をして本当に申し訳ない気持ちでいっぱいです。申し訳ありませんでした」と謝罪した上で、「まだ叩きたい、炎上したいならどうぞ」と発言して締めくくった[12][13]。
- 2018年8月20日に自身のInstagramにおいてたばこを手にした画像を公開したことに対し、批判的な意見が寄せられた。それに対して野村はTwitterで、「タバコ吸ってたら印象悪い。タトゥー入ってたら印象悪い。意味わからない」とツイートし、再び炎上した[13][14]。
- 2019年1月22日、野村が人混みの中で歩きたばこをしながら立ち去る動画がTwitter上で公開された。ネット上では歩きたばこの危険性や受動喫煙による被害を理由に野村への批判が殺到したが、野村はそれらの批判に対し、「歩きタバコ？盗撮だろその前に」とツイートしたことにより、さらなる炎上を誘った[15]。

## 出演
太字は役名のメインキャラクター

### テレビドラマ
- 新撰組 PEACE MAKER（2010年1月20日 - 3月24日、MBS） - 北村鈴 役
- プロゴルファー花（2010年4月8日 - 7月8日、読売テレビ） - 野宮陸 役
- 天使のわけまえ（2010年7月6日 - 8月3日、NHK） - 北村康太 役
- ハンマーセッション!（2010年7月10日 - 9月18日、TBS） - 海老原健 役
- 遠い日のゆくえ（2011年3月13日、WOWOW） - 神田貴史 役
- 高校生レストラン（2011年5月7日 - 7月2日、日本テレビ） - 中村幸一 役
- 大河ドラマ 平清盛 第6話（2012年2月12日、NHK） - 春夜（少年期） 役[注 1]
- ブラックボード〜時代と戦った教師たち〜 第1夜（2012年4月5日、TBS） - 磯部弘昌 役
- 連続テレビ小説 梅ちゃん先生 第19週 - 最終週（2012年8月9日 - 9月29日、NHK） - 佐藤光男 役
  - 梅ちゃん先生〜結婚できない男と女スペシャル〜（2012年10月13日 - 20日、NHK BSプレミアム）
- 黒の女教師 第7話（2012年8月31日、TBS） - 飯塚直樹 役
- GTO 第10話 - 最終話（2012年9月4日 - 11日、関西テレビ） - 渋谷翔 役
- 宮部みゆきミステリー パーフェクト・ブルー 第9話 - 最終話（2012年12月3日 - 17日、TBS） - 諸岡克彦 役
- ソドムの林檎〜ロトを殺した娘たち（2013年3月23日 - 4月13日、WOWOW） - 下村敏八（少年期） 役
- 35歳の高校生（2013年4月13日 - 6月22日、日本テレビ） - 湯川理 役
- 刑事のまなざし 第1話（2013年10月7日、TBS） - 前田裕馬 役
- 僕のいた時間（2014年1月8日 - 3月19日、フジテレビ） - 澤田陸人 役[16]
- 若者たち2014（2014年7月9日 - 9月24日、フジテレビ） - 佐藤旦 役[17]
- 恋仲（2015年7月20日 - 9月14日、フジテレビ） - 蒼井翔太 役[18]
- 世にも奇妙な物語 25周年記念!秋の2週連続SP〜傑作復活編〜「イマキヨさん」（2015年11月21日、フジテレビ） - 主演・高田和夫 役[19]
- フラジャイル（2016年1月13日 - 3月16日、フジテレビ） - 森井久志 役[20]
- モンタージュ 三億円事件奇譚（2016年6月25日・26日、フジテレビ） - 川崎雄大（青年時代）役[21]
- 好きな人がいること（2016年7月11日 - 9月19日、フジテレビ） - 柴崎冬真 役[22]
- バイプレイヤーズ 〜もしも6人の名脇役がシェアハウスで暮らしたら〜 第5話（2017年2月11日、テレビ東京） - 本人 役
- SR サイタマノラッパー～マイクの細道～ 第6話 - 最8話（2017年5月12日 - 26日、テレビ東京） - イケメン僧侶・青鬼 役
- ほんとにあった怖い話 夏の特別編2017「箱」（2017年8月19日、フジテレビ） - 主演・間宮和幸 役
- FNS27時間テレビ にほんのれきし（2017年9月9日 - 10日、フジテレビ）
  - 「源氏さん!物語」 - 本人 役
  - 「僕の金ケ崎」 - 教師 役
  - 「私たちの薩長同盟」 - 中岡慎太郎 役
- ドクターX〜外科医・大門未知子〜 第5シーズン 第1話・第2話（2017年10月12日・19日、テレビ朝日） - 伊東亮治 役[23]
- 電影少女 -VIDEO GIRL AI 2018-（2018年1月14日 - 4月1日、テレビ東京） - 主演・弄内翔 役[24]
  - 電影少女 -VIDEO GIRL AI 2018- 特別編（2019年1月18日、テレビ東京）[25]
- 結婚相手は抽選で（2018年10月6日 - 11月24日、東海テレビ） - 主演・宮坂龍彦 役[26]
- BRIDGE はじまりは1995.1.17神戸（2019年1月15日、フジテレビ系） - 春日豊（少年期） 役[27]
- 僕の初恋をキミに捧ぐ （2019年1月19日 - 3月2日、テレビ朝日） - 主演・垣野内逞 役[28]
- 砂の器（2019年3月28日、フジテレビ） - 吉村弘 役
- DIVER-特殊潜入班-（2020年9月22日 - 10月20日、関西テレビ・フジテレビ） - 佐根村将 役[29][9]
- アプリで恋する20の条件（2021年1月10日、日本テレビ） - 高木遥斗 役[30]
- 泣くな研修医（2021年4月24日 - 6月26日、テレビ朝日） - 川村蒼 役[31]
- ゴシップ#彼女が知りたい本当の○○（2022年1月6日 - 3月17日、フジテレビ） - 下馬蹴人 役[32]
- 闇金ウシジマくん外伝 闇金サイハラさん（2022年9月20日 - 12月28日、MBS・TBS） - 象山彪 役[33]
- 5分後に意外な結末 第3話（2022年10月6日、読売テレビ・日本テレビ） - 主演・渋谷純平 役[34]
- 完全に詰んだイチ子はもうカリスマになるしかないの（2022年11月2日 - 12月21日、テレビ東京） - 凪元恭平 役
- 夫を社会的に抹殺する5つの方法（2023年1月11日 - 3月15日、テレビ東京） - 奥田大輔 役[35]
- スタンドUPスタート 第2話（2023年1月25日、フジテレビ） - 東城充 役[36][37]
- 婚活1000本ノック（2024年1月17日 - 3月20日、フジテレビ） - 大池貴司（小池） 役[38]
- イップス 第10話（2024年6月14日、フジテレビ） - 新正誠 役[39]
- しょせん他人事ですから 〜とある弁護士の本音の仕事 第2話・第3話（2024年7月26日・8月2日、テレビ東京） - 双葉リオ 役[40]
- 藤子・F・不二雄 SF短編ドラマ シーズン3「宇宙（そら）からのオトシダマ」（2025年3月26日、NHK BSプレミアム4K）[41]
- 完全不倫 -隠す美学、暴く覚悟-（2025年7月2日 - 、日本テレビ） - 桜井陽介 役[42]
- ちはやふる-めぐり-（2025年7月9日 - 、日本テレビ） - 真島太一 役[43]

### 映画
- もし高校野球の女子マネージャーがドラッカーの『マネジメント』を読んだら（2011年6月4日、東宝） - 田村春道 役
- 探偵はBARにいる（2011年9月10日、東映） - 則天道場の塾生 役
- 天国からのエール（2011年10月1日、アスミック・エース） - 仲村キヨシ 役
- らもトリップ 「クロウリング・キング・スネイク」（2012年2月25日、東京芸術大学） - 林俉郎 役
- スープ〜生まれ変わりの物語〜（2012年7月7日、東京テアトル） - 三上直行 役
- 江ノ島プリズム（2013年8月10日、ビデオプランニング） - 木島朔 役
- 男子高校生の日常（2013年10月12日、ショウゲート） - ヨシタケ 役
- パズル（2014年3月8日、KADOKAWA） - 湯浅茂央 役[44]
- クジラのいた夏（2014年5月3日、ユナイテッドエンタテインメント） - 主演・チューヤ 役[45]
- 日々ロック（2014年11月22日、松竹） -主演・日々沼拓郎 役[46]
- 映画 ビリギャル（2015年5月1日、東宝） - 森玲司 役[47][48]
- 愛を積むひと（2015年6月20日、アスミック・エース / 松竹） - 杉本徹 役[49]
- ライチ☆光クラブ（2016年2月13日、日活） - 主演・タミヤ 役[50][51]
- ちはやふる（東宝） - 真島太一 役[52]
  - ちはやふる 上の句（2016年3月19日）
  - ちはやふる 下の句（2016年4月29日）
  - ちはやふる 結び（2018年3月17日）
- あやしい彼女（2016年4月1日、松竹） - カメオ出演
- 森山中教習所（2016年7月9日、ファントム・フィルム） - 主演・佐藤清高 役[53]
- ミュージアム（2016年11月12日、ワーナー・ブラザース映画） - 西野純一 役[54]
- サクラダリセット前篇 / 後篇（2017年3月25日・5月13日、ショウゲート） - 主演・浅井ケイ 役[55]
- 帝一の國（2017年4月29日、東宝） - 東郷菊馬 役[56]
- 22年目の告白 -私が殺人犯です-（2017年6月10日、ワーナー・ブラザース映画） - 小野寺拓巳 役[57]
- 茅ヶ崎物語 〜MY LITTLE HOMETOWN〜（2017年9月16日、ライブ・ビューイング・ジャパン） - 桑田佳祐（学生時代）役
- ラブ×ドック（2018年5月11日、アスミック・エース） - 花田聖矢 役
- 純平、考え直せ（2018年9月22日、アークエンタテインメント）‐ 主演・坂本純平 役
- ビブリア古書堂の事件手帖（2018年11月1日、20世紀フォックス映画 / KADOKAWA） - 主演・五浦大輔 役（黒木華とのダブル主演）[58]
- WALKING MAN（2019年10月11日、エイベックス・ピクチャーズ） - 主演・佐巻アトム 役[59]
- ALIVEHOON アライブフーン（2022年6月10日、イオンエンターテイメント） - 主演・大羽紘一 役[60]
- そして僕は途方に暮れる（2023年1月13日、ハピネットファントム・スタジオ）- 加藤勇 役[61]
- 隣人X 疑惑の彼女（2023年12月1日、ハピネットファントム・スタジオ） - 仁村拓真 役[62]
- サイレントラブ（2024年1月26日 、ギャガ） - 北村悠真 役[63]
- 映画 おいハンサム!!（2024年6月21日、東宝） - イサオ 役[64]
- 十一人の賊軍（2024年11月1日、東映） - 入江数馬 役[65]

### インターネットドラマ
- 電報日和 第6話「卒業」篇、ソーシャルドラマ「もうひとつの卒業」（2012年3月7日配信開始）[66]
- ランナーズ/クロスロード（2017年7月14日配信開始） - 主演・幕井雷斗 役
- MAGI 天正遣欧少年使節（2019年1月17日、Amazon Prime Video） - 主演・伊東マンショ 役
- 会社は学校じゃねぇんだよ 新世代逆襲編（2021年10月21日、ABEMA） - 主演・鶴田祐介 役[67]
- クロちゃんずラブ〜やっぱり、愛だしん〜（2023年3月22日 - 3月25日、Paravi） - 主演・黒川明人/クロちゃん 役[68]
- 夢で見たあの子のために（2023年8月29日 - 、Lemino） - 若園 役[69]
- 山田クソ男の3本ノック（2024年3月20日、FOD） - 大池貴司 役[70]
- REAL 恋愛殺人捜査班（2024年7月5日 - 、FOD） - 主演・大儀見壮真 役（塩野瑛久とのダブル主演）[71]
- 不完全不倫 第1話（2025年7月2日、TVer） - 桜井陽介 役[72]

### 劇場アニメ
- 台風のノルダ（2015年6月5日、東宝） - 東シュウイチ 役[73]

### 舞台
- 君の席は、僕の席（2010年3月24日 - 29日、劇場HOPE） - 主演
- 小野寺の弟・小野寺の姉（2013年7月12日 - 8月28日、東京 / 大阪） - 市川健吾 役
- 禁断の裸体（2015年4月4日 - 30日、東京 / 大阪） - セルジーノ 役
- COCOON PRODUCTION 2022「広島ジャンゴ 2022」（2022年4月5日 - 30日、東京・Bunkamura シアターコクーン/5月6日 - 16日、大阪・森ノ宮ピロティホール）[74]
- ヴェニスの商人（2024年12月6日 - 22日、日本青年館ホール / 12月26日 - 29日、京都劇場 / 2025年1月6日 - 10日、御園座） - バサーニオ 役[75]

### ドキュメンタリー
- チキュウノハテ〜星降る砂漠と幻の花園・南米大陸へ〜（中部日本放送制作、TBS系列、2014年1月25日） - ロケリポーター
- EXPLORE THE EXTREME（GYAO!オリジナル） 2018年3月31日〜  - 密着取材

### CM
- 東京ガス「家族の絆・お弁当メール」篇（2010年9月25日 - ）
- 積水ハウス「3階のカノジョ」シリーズ（2011年8月27日 - ） - 剛力彩芽と共演
- ベネッセコーポレーション 進研ゼミ 高校講座「合格への100題」篇（2012年11月16日 - ）
- NTTドコモ dショッピング「川辺の二人」篇（2012年12月19日 - ） - 堀北真希と共演
- toto「最後の試合」篇（2013年5月18日 - ）
- シャープ
  - au 4G LTE AQUOS PHONE SERIE SHL22 （2013年7月17日 - ）
  - au 4G LTE AQUOS PHONE SERIE SHL23（2013年11月22日 - ）
- 積水ハウス「少年と犬」篇（2013年9月21日 - ）
- 紳士服のはるやま「父と選んだスーツ」篇（2013年11月6日 - ）
- サントリー ほろよい（2015年3月17日 - ）
- SoftBank（2015年9月25日 - ）
- 資生堂「uno」（2016年3月11日 - ）[76]
- 大塚製薬 カロリーメイト 「Mate」篇（2016年4月2日 - ）
- Aflac 「不老不死の男 登場篇」、「不老不死の男 新入社員篇」、「不老不死の男 自分のために篇」（2017年2月 - ）
- サントリー ペプシ  「桃太郎を助けよう！」篇（2017年7月18日 - ）
- リクルートホールディングス タウンワーク 「何ダウンロードしてるんだ！」篇（2017年9月4日 - ）
- CASIO「G-SHOCK × BABY-G」（2017年11月2日 - ）
- Endian 「CHILL OUT」（2021年4月 - ）[77]
- VANS（2023年6月 - ）[78]
- 湘南AGAクリニック「悪玉M字ホルモン」篇（2024年6月22日 - ）[79]

### ミュージックビデオ
- flumpool「見つめていたい」（2009年）
- ケツメイシ「仲間」（2010年）
- WEAVER「キミノトモダチ」（2010年）
- WEAVER「『あ』『い』をあつめて」（2011年）
- flumpool「ラストコール」（2017年）
- OKAMOTO'S「Dancing Boy」（2019年）[80]
- RADWIMPS「TWILIGHT」（2021年）

### インターネットバラエティー
- 私たち結婚しました（2021年7月9日 - 9月10日、ABEMA） - カップル[81]

## 書籍

### 雑誌連載
- アクチュール「野村周平 日日精進」（2013年3月号 - ）

### カバーモデル
- エンジェル文庫「ドキドキ100%」（2014年2月25日発売）

## 受賞歴
- 2015年
  - 第10回おおさかシネマフェスティバル・新人男優賞（『クジラのいた夏』『日々ロック』）[82]
  - 第7回TAMA映画賞・最優秀新人男優賞『愛を積むひと』『日々ロック』『映画 ビリギャル』『台風のノルダ』[83]
- 2016年
  - JAPAN ACTION SPORTS AWARDS 2016 SPECIAL AWARD[84]